# Dyselachista
Dyselachista är ett släkte av fjärilar. Dyselachista ingår i familjen hålmalar, Heliozelidae.

## Dottertaxa tillDyselachista, i alfabetisk ordning[1]
| XXXXXXXXXXXXXXXXXXXXXXXXXXX |  |                                      |
| Dyselachista herrichiella   |  | (synonym till Perittia herrichiella) |
| Dyselachista myosotivora    |  |                                      |
| Dyselachista saltatricella  |  |                                      |